# Marc Flament
 (septembre 2015).
Si vous disposez d'ouvrages ou d'articles de référence ou si vous connaissez des sites web de qualité traitant du thème abordé ici, merci de compléter l'article en donnant les références utiles à sa vérifiabilité et en les liant à la section « Notes et références ».
Pour les articles homonymes, voir Flament.
Marc Flament, né le 7 octobre 1929 à Bordeaux et mort le 17 novembre 1991 à Paris, est un militaire, reporter-photographe de guerre, réalisateur de film, écrivain et peintre français, connu notamment pour ses photos de la guerre d'Algérie et ses romans pour la jeunesse.
Écrivain et illustrateur prolifique, il a illustré de ses photos et écrit 33 livres, dont cinq sur la guerre d'Algérie avec Marcel Bigeard (alors colonel) et Jean Lartéguy, ainsi qu'une quinzaine d'autres dans la Bibliothèque Verte destinés à la jeunesse.

## Biographie
Marc Flament naît dans une famille de boulangers. Il fait de courtes études avant d'intégrer les Beaux-arts où il développe son talent pour la peinture.

### Parachutiste
À 18 ans, après la mort de ses parents, il s'engage pour 3 ans au 6e bataillon colonial de commandos parachutistes pour servir en Indochine. Breveté parachutiste le 7 octobre 1948, il débarque à Tourane dans l'Annam en juin 1949.
Nommé caporal le 1er janvier 1951, il rejoint la 11e compagnie du 6e bataillon de parachutistes coloniaux. Arrivé au terme de son contrat, il rentre en France à l'été 1951.
En avril 1952, toujours attiré par l'Asie et l'action, il se ré-engage à la 1re demi-brigade coloniale de commandos parachutistes.
Nommé caporal-chef le 1er août 1952, il est affecté à la base aéroportée sud à Saïgon. Détaché au groupement de commandos mixtes aéroportés (GCMA), il se distingue le 30 décembre 1952 lors d'une opération de diversion sur les arrières puis le 23 avril 1953 au cours de l'opération amphibie « RIFF ». Blessé à la cuisse, il s'empare avec son groupe de ses objectifs sous le feu des armes ennemies.
Pour son courage, son esprit de décision au combat, il est cité à l'ordre du corps d'armée et reçoit la croix de guerre des théâtres d'Opérations Extérieures.
Promu sergent le 1er août 1953, il effectue de nombreux raids avec la « flotte pirate » des GCMA du Centre Annam. Chef de groupe apprécié[réf. nécessaire], il est pour ses actions d'éclats à nouveau cité à l'ordre de la brigade en septembre 1953[réf. nécessaire], puis à l'ordre du corps d'armée en mars 1954 pour avoir entrainé ses hommes à l'assaut d'un village tenu par le Việt Minh.
Il est affecté au service presse information. Passionné par le dessin, il profite des moments de repos et d'attente pour réaliser des dessins humoristiques sur la vie des forces armées françaises en Indochine et les publie dès 1952 dans la revue militaire Caravelle.
La guerre terminée, il rentre à Bordeaux en février 1956.

### Reporter-photographe
Il écourte son congé pour rejoindre l'Algérie. Affecté comme reporter dessinateur à la 10e division parachutiste, il débarque à Alger le 24 juillet 1956. Désigné comme photographe, il se découvre une nouvelle passion et réalise son premier reportage lors de la campagne de Suez en 1956. À son retour, il se fait affecter en 1957 au 3e régiment de parachutistes coloniaux auprès du colonel Bigeard,.
Le sergent Flament devient alors le photographe « Bruno » (indicatif radio de Bigeard devenu son nom de guerre) des parachutistes. Il participe à de nombreuses opérations, saute pendant les opérations de Timimoun (Sahara occidental) en novembre 1957 et décembre 1957, en se déplaçant pendant toutes les opérations avec les sections de tête. C'est lors de ces opérations qu'il réalise les photographies de l'agonie du parachutiste René Sentenac, mortellement blessé, dont l'une d'elles illustre l'affiche du film Les Yeux brûlés.
La Croix de la valeur militaire lui est décernée à l'ordre de la brigade puis du Corps d'armée pour son action lors des opérations dans l'Atlas Blidéen notamment.
Nommé sergent-chef le 19 avril 1958, il est décoré de la Médaille militaire en décembre de la même année. En mars 1959, il est affecté à l'État-Major de l'arrondissement de Saïda. Équipé seulement d'un appareil photo Rolleiflex, il sillonne toute l'Algérie en tant que reporter-photographe.
Il est cité à deux reprises à l'ordre de la brigade. Sa collection de photos de guerre regroupe 35 000 clichés. Il publie plus de 33 livres, dont : Piste sans fin et Aucune bête au monde, écrit par le Colonel Bigeard.
Dans son unique témoignage filmé, il évoque la nature de son travail et son rôle dans la production des images de guerre ainsi que de sa place au front dans le film Les Yeux brûlés (1986), réalisé par Laurent Roth, documentaire consacré aux grands reporters de guerre.

### Réalisateur de films
En 1961, il quitte le service actif, mais l'armée et le cinéma l'attirent toujours. Après 10 ans d'interruption, il se ré-engage en 1971 comme réalisateur à la compagnie autonome interarmées du cinéma (CAIC) qui devient l'établissement cinématographique des armées Établissement de communication et de production audiovisuelle de la Défense (ECPA). Il réalise près de 50 films.
Arrivé en fin de contrat le 9 avril 1974, le sergent-chef Flament prend alors sa retraite mais continue à travailler régulièrement avec l'ECPA à titre civil.

### Peintre
En 1982, il renoue avec la peinture et ouvre une galerie à Paris.

### Châtelain
En 1988, Marc Flament achète une forteresse médiévale, le château de Culan, et poursuit sa restauration et son animation.
Il meurt le 17 novembre 1991 à Paris et est inhumé dans les jardins du château de Culan. Sa veuve, Alice Flament, pérennise son œuvre jusqu'en 2001.

## Parrainage
Le sergent-chef Marc Flament est parrain de la 267e promotion, 1er Bataillon du 1er mars au 29 octobre 2010 ; il est aussi parrain de la 270e promotion, 3e Bataillon du 12 juillet au 29 octobre 2010 de l'École nationale des sous-officiers d'active.

## Décorations
Le sergent-chef Marc Flament est titulaire des décorations suivantes :
- Médaille militaire
- Croix de guerre des Théâtres d'opérations extérieurs avec 2 étoiles de vermeil et 1 étoile de bronze
- Croix du combattant
- Médaille coloniale avec Agrafe Extrême-Orient
- Croix de la Valeur militaire avec 1 étoile de vermeil et 3 étoiles de bronze
- Médaille commémorative des opérations de sécurité et de maintien de l'ordre en Afrique de Nord avec agrafe Algérie
- Médaille commémorative de la campagne d'Indochine
- Médaille des blessés militaires
- Médaille Commémorative des Opérations du Moyen-Orient

## Publications
Sur la guerre d'Algérie
- 1956 : Voici la dernière (Guerre) Presses de l'imprimerie militaire du C.E.F. à Cholon Textes et dessins de Flament
- 1957 : Sans Fin Imprimerie Baconnier Frères à Alger Textes Lt Colonel Marcel Bigeard, photos sergent Marc Flament
- 1959 : Aucune bête au monde (éditions de la Pensée moderne) (textes du colonel Marcel Bigeard, photos de Flament)
- 1959 : Piste sans fin (éditions de la Pensée moderne) (textes du colonel Marcel Bigeard, photos de Flament)
- 1960 : Les Dieux meurent en Algérie (éditions de la Pensée moderne) (réédition en 1998 Trésor du patrimoine) (textes de Jean Lartéguy, photos de Flament)
- 1962  : Les Hommes-peints, roman (éditions de la Pensée moderne, textes et photos)
- 1972 : Les Commandos (Balland) (réédition en 1975 au livre de poche)
- 1974 : Les Beaux-arts de la guerre (éditions de la Pensée moderne)
- 1982 : Les Hélicos du djebel : Algérie, 1955-1962 (Presses de la Cité, coll. « Troupes de choc ») (réédition en 2005 aux Presses de la Cité)
- 1984 : Et le baroud vint du ciel (Grancher)
- 1986 : Médecins au combat (Pygmalion)
- 2001 : Appelés en Algérie (Grancher). Texte de Michel Le Cornec, photos de Marc Flament

Romans
- 1982 : L'Éxilée de Babylone : roman (Lattès coll. « Flamboyante »)
- 1983 : La Courtisane de Thèbes roman (Lattès coll. « Flamboyante »)
- 1985 : Porte des Amériques (Lattès)

Ouvrages pour la jeunesse (Bibliothèque verte)
- 1977 : Course-poursuite aux Caraïbes (coll. « Fils de la flibuste »)
- 1977 : Les Révoltés du Killarney (coll. « Fils de la flibuste »)
- 1978 : Dis-moi comment tu marches
- 1978 : Les Rescapés de la mer du Sud (coll. « Fils de la flibuste »)
- 1978 : Le Trésor fabuleux des Incas
- 1979 : Les Diables de la Jamaïque (coll. « Fils de la flibuste »)
- 1979 : L'Or du galion fantôme (coll. « Fils de la flibuste »)
- 1980 : Le Butin de Carthagène (coll. "« Fils de la flibuste »)
- 1980 : Pour une poignée de doublons (coll. « Fils de la flibuste »)
- 1980 : Cheval-Tonnerre chez les Faces Pâles (coll. « Il était une fois le Far West »)
- 1980 : Cheval-Tonnerre sera ton nom (coll. « Il était une fois le Far West »)
- 1981 : Cheval-Tonnerre et les chercheurs d'or (coll. « Il était une fois le Far West »)
- 1981 : L'Île des boucaniers perdus (coll. « Fils de la flibuste »)
- 1983 : Cheval-Tonnerre sur la piste de Santa-Fe (coll. « Il était une fois le Far West »)
- 1984 : Les Derniers flibustiers de la Tortue (coll. « Fils de la flibuste »)

## Documentaire
- Les Yeux brûlés, film documentaire français réalisé par Laurent Roth en 1986, sorti en 2015. Film de commande de l'ECPAD, il met en scène Mireille Perrier qui s'entretient, autour de la mémoire de Jean Péraud, avec des reporters de guerre du XXe siècle (par ordre d'apparition : André Lebon, Daniel Camus, Pierre Ferrari, Raoul Coutard, Marc Flament, Pierre Schoendoerffer) sur la nature de leur travail et leur rôle dans la production des images de guerre ainsi que de leur place au front.

## Sources
1. 1 2 3  « Dans le vif des combats, le regard du parachutiste Flament », sur Le Monde, 31 janvier 2004 (consulté le 28 mars 2024)
2. 1 2 3 4 5  « Marc Flament », sur Images défense (consulté le 28 mars 2024)
3. 1 2  Marc Flament, Les Beaux-Arts de la Guerre, La Pensée Moderne, 1974
4. ↑  Bastien Chastagner, La guerre d’Algérie vue par trois photographes amateurs, Paris, ECPAD, 2013
5. 1 2  Marc Flament, Et le Baroud vint du ciel avec les hélicoptères de combat en Algérie. Préface du Général Bigeard, Grancher, 1984
6. ↑  Florence Aubenas, « La guerre d'Algérie en regards. », sur Libération, 30 janvier 2004 (consulté le 28 mars 2024)
7. ↑  Patrick-Charles Renaud, « « Marc Flament, photographe des paras » », Hommes de Guerre, n° 21,‎ novembre-décembre 1989, p. 22-26